# 蘇謝赫里
蘇謝赫里是土耳其的城鎮，由錫瓦斯省負責管轄，位於該國東北部，面積985平方公里，海拔高度1,017米，該地區自青銅時代有人類居住，2009年人口15,304。
40°10′N 38°05′E / 40.167°N 38.083°E